# Реймонд Банкер
Реймонд Ентоні Банкер (англ. Raymond Anthony Bunker; нар. 26 квітня 1994, Чикаго) — американський борець греко-римського стилю, Панамериканський чемпіон.

## Життєпис
Під час навчання в середній школі грав у футбол і займався гімнастикою. У 2013 пішов у морську піхоту.

## Спортивні результати на міжнародних змаганнях

### Виступи на Чемпіонатах світу
| Змагання                        | Збірна | Вагова категорія                 | Місце |
| ------------------------------- | ------ | -------------------------------- | ----- |
| Чемпіонат світу з боротьби 2019 | США    | греко-римська боротьба, до 72 кг | 12    |

### Виступи на Панамериканських чемпіонатах
| Змагання                                   | Збірна | Вагова категорія                 | Місце  |
| ------------------------------------------ | ------ | -------------------------------- | ------ |
| Панамериканський чемпіонат з боротьби 2020 | США    | греко-римська боротьба, до 72 кг | Золото |

### Виступи на інших змаганнях
| Змагання                                 | Збірна | Вагова категорія                 | Місце  |
| ---------------------------------------- | ------ | -------------------------------- | ------ |
| Гран-прі Парижа з боротьби 2017          | США    | греко-римська боротьба, до 66 кг | 15     |
| Гран-прі Угорщини з боротьби 2017        | США    | греко-римська боротьба, до 66 кг | 16     |
| Кубок Арво Хаавісто 2017                 | США    | греко-римська боротьба, до 71 кг | Бронза |
| Міжнародний меморіал Білла Фаррелла 2018 | США    | греко-римська боротьба, до 67 кг | Золото |
| Гран-прі Іспанії з боротьби 2018         | США    | греко-римська боротьба, до 67 кг | 8      |
| Кубок Хапаранди з боротьби 2018          | США    | греко-римська боротьба, до 72 кг | 8      |
| Кубок Арво Хаавісто 2018                 | США    | греко-римська боротьба, до 72 кг | 5      |
| Міжнародний меморіал Дейва Шульца 2019   | США    | греко-римська боротьба, до 72 кг | Золото |
| Кубок Владислава Пітласинські 2019       | США    | греко-римська боротьба, до 72 кг | Бронза |
| Кубок Хапаранди з боротьби 2019          | США    | греко-римська боротьба, до 72 кг | Бронза |
| Меморіал Маттео Пелліконе 2020           | США    | греко-римська боротьба, до 72 кг | 7      |
| Меморіал Маттео Пелліконе 2021           | США    | греко-римська боротьба, до 72 кг | 5      |